# Андромеда II
Андроме́да II (And II) — карликова сфероїдальна галактика на відстані 2,22 млн світлових років від Землі в сузір'ї Андромеди. Входить до Місцевої групи галактик, є супутником галактики Андромеди (M31), також розташована близько до Галактики Трикутника (M33).
Андромеда II виявив 1971 року Сідні Ван ден Берг, вивчаючи фотопластинки, зняті на 48-дюймовому (1,2 м) телескопі Шмідта в Паломарській обсерваторії 1970 й 1971 року. Одночасно з нею виявлено галактики Андромеда I, Андромеда III та ймовірну галактику (можливе зоряне скупчення або галактику фону) Андромеда IV (Ван ден Берг 1972).

## Спостереження спектра
Користуючись телескопом Кека, Кот та інші (1999) спостерігали спектр семи зір в Андромеді II. За цими даними вони виявили, що середня променева швидкість Vr рівна −188 ± 3 км/с і дисперсія швидкостей 9,2 ± 2,6 км/с. Це дає співвідношення маси до світності M/Lv, рівне 21+14
−10 сонячних одиниць, що означає, що Андромеда II містить значну кількість темної матерії. Також 1999 року Кот, Оке та Кохен використали телескоп Кека для вимірювання спектрів 42 червоних гігантів. З цих вимірювань вони отримали середню металічність <[Fe/H]> = −1,47 ± 0,19 з дисперсією 0,35 ± 0,10 десяткового порядку.
1999 року Да Коста та інші, вивчаючи діаграму Герцшпрунга — Рассела Андромеди II, виявили, що більшість зір цієї галактики мають вік від 6 до 9 млрд років. А проте спостереження змінних типу RR Ліри та зір блакитної горизонтальної гілки демонструють існування частини населення віком понад 10 млрд років. Андромеда II відрізняється від Андромеди I тим, що в неї не спостерігається радіальний градієнт у морфології горизонтальної гілки. Крім того, дисперсія великої кількості важких елементів у And II значно більша, ніж у And I. Це означає, що ці два карликові сфероїдальні супутники галактики Андромеди мають дуже різні еволюційні історії. Тому виникає питання про те, чи існує у карликових сфероїдальних галактик кореляція між радіальним градієнтом горизонтальної гілки та дисперсією металічності.